# Egisto Sarri

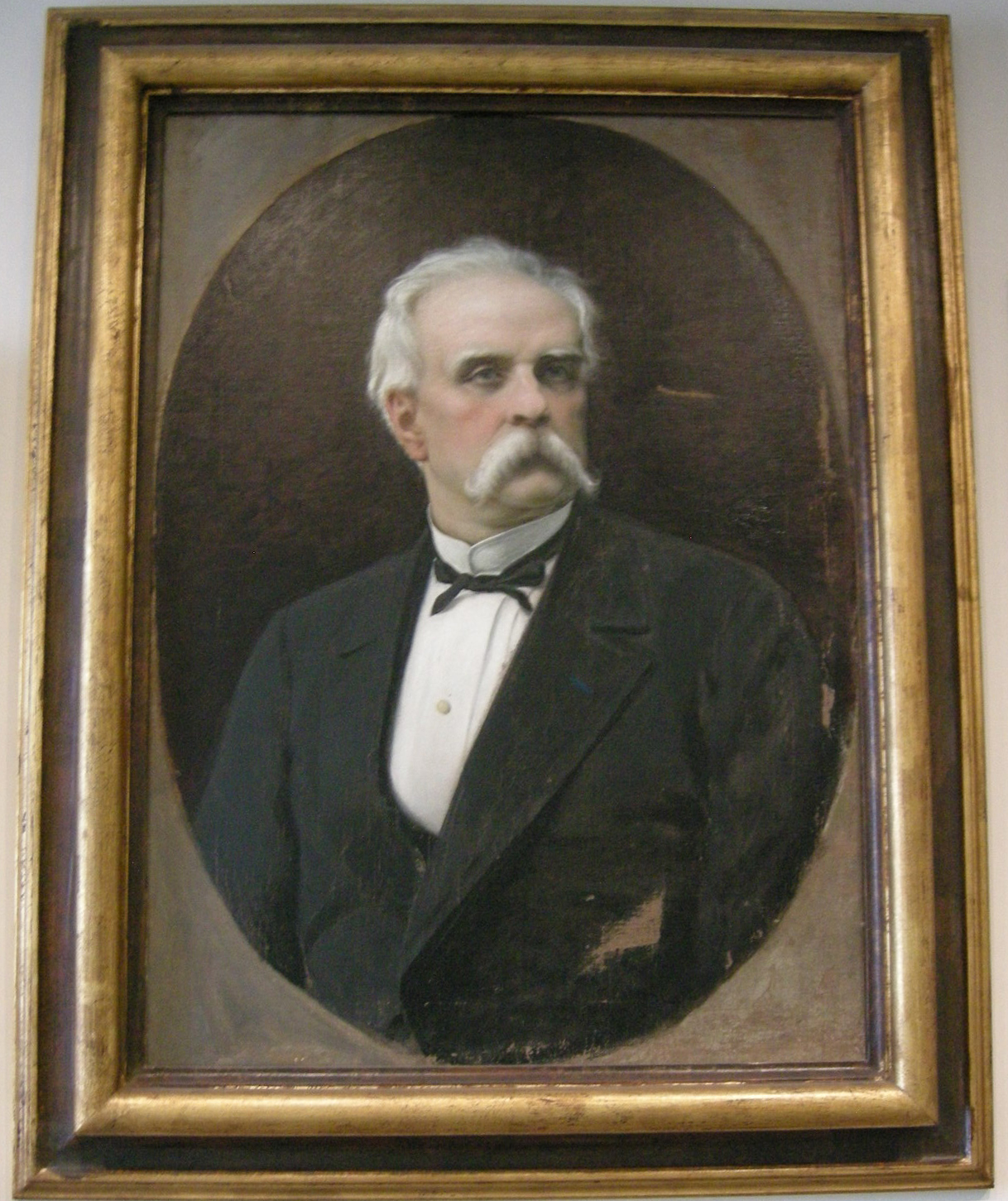
Portrait d'Emilio De Fabris

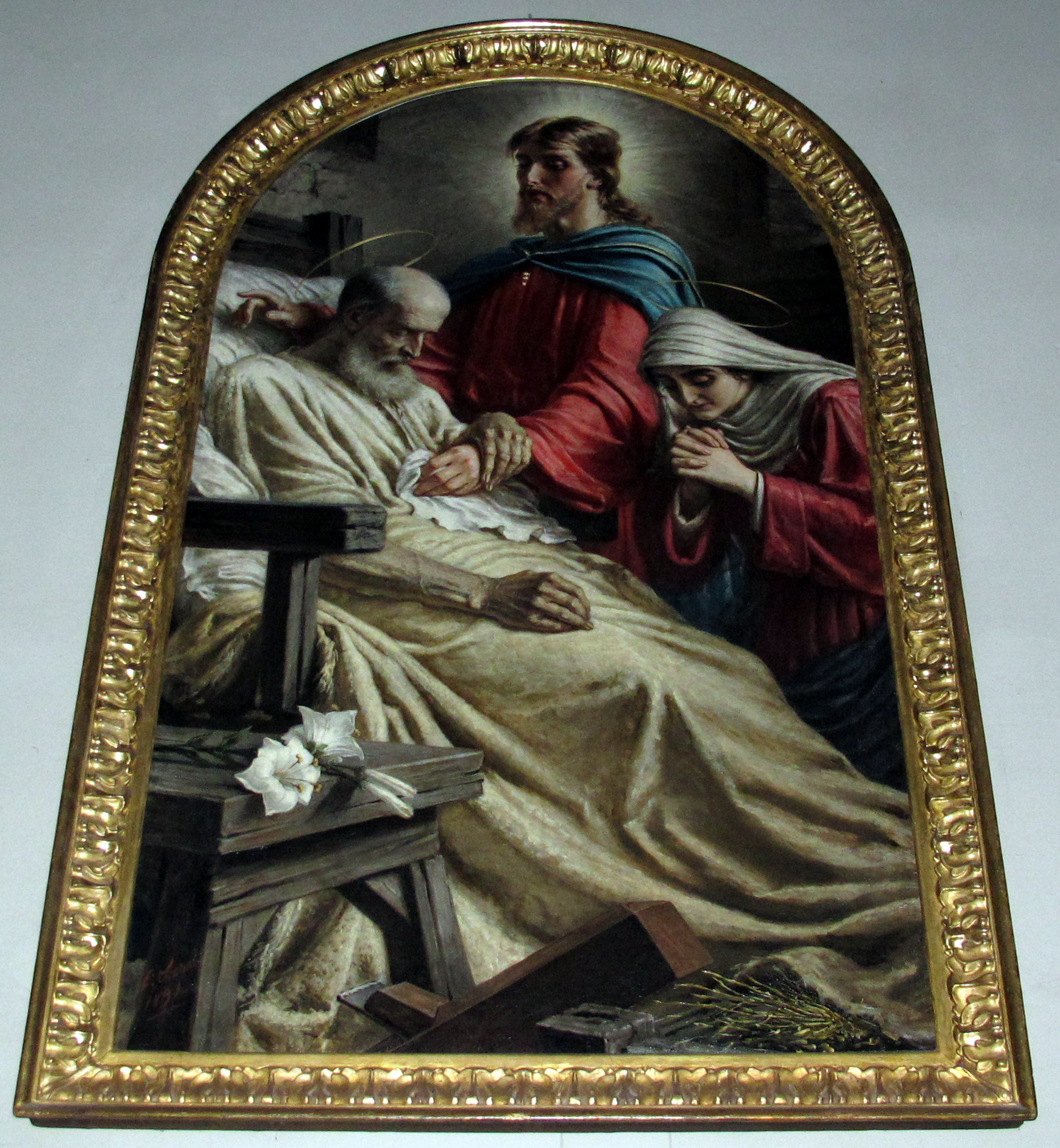
Transit de Saint Joseph

Egisto Sarri (Figline Valdarno 1837 - Florence 1901) est un peintre italien actif au XIXe siècle.

## Biographie
Egisto Sarri étudie à partir de 1850 à l'Académie des beaux-arts de Florence avec Giuseppe Bezzuoli et Enrico Pollastrini. En 1858, il rejoint l'atelier de Antonio Ciseri. Ses œuvres sont rapidement remarquées par la critique.
Egisto Sarri vit et travaille à Florence, fréquente le Caffè Michelangiolo. Néanmoins, il n'est pas influencé par les « Macchiaioli » et reste fidèle au style académique de son maître Antonio Ciseri. 
Il a peint de nombreux portraits, des scènes religieuses et des allégories.
En avril 1863, après une visite à l'Académie des beaux-arts de Florenze, le roi Victor-Emmanuel II lui commande un important tableau d'histoire, Corradino di Svevia. En 1903, Victor-Emmanuel III offre la peinture à la Galerie des Offices.
Mais c'est sa série de tableaux appelée « Pompeianas » réalisés entre 1875 et 1887 qui lui apporte la gloire. Ce sont des scènes intimes de la vie familiale, situées dans l'architecture classique des maisons patriciennes romaines ou pompéiennes.

## Œuvres
- Apoteosi della Madonna (1900)
- Corradino di Svevia (1863), Galerie des Offices, Florence
- La Madone au rosaire (1889)
- L'Immaculée Conception (1862)
- Transiti di San Giuseppe, église Santa Maria, Figline Valdarno
- Art (1876)
- Musica (1877)
- Pompeianas, (1875-1887) série de peintures

Portraits
- Rossini, 1866
- Victor-Emmanuel II de Savoie (1870)
- Autoportrait (1899-1901), Galeries des offices, Florence
- Portrait de Verdi (1901)
- Portait d'Emilio De Fabris (v. 1899)